# Multiplexer
Multiplexer hay Mạch ghép kênh hay MUX, là phần tử chọn một trong số các kênh ngõ vào tín hiệu analog hay digital và chuyển tiếp chúng ở một ngõ ra duy nhất.
Một Multiplexer cho 2N kênh vào có N địa chỉ chọn, được sử dụng để lựa chọn ngõ vào nào được gửi đến đầu ra. 

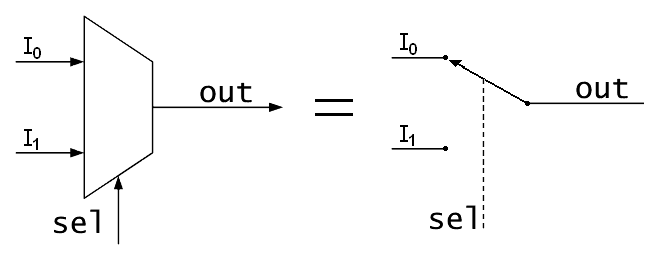
Sơ đồ Multiplexer 2-to-1. Nó như là một switch có điều khiển.

Ghép kênh được sử dụng chủ yếu để tăng lượng dữ liệu có thể được gửi qua mạng trong phạm vi thời gian và băng thông nhất định, ví dụ thay vì truyền 2N kênh thì chỉ cần 1 đường truyền dữ liệu và N đường địa chỉ. Tức là Multiplexer làm cho nhiều tín hiệu có thể chia sẻ một thiết bị hoặc tài nguyên, ví dụ mạch chuyển đổi ADC hoặc một thiết bị xử lý thông tin, thay vì bố trí mỗi thiết bị cho mỗi tín hiệu đầu vào.
Ngược lại, mạch Demultiplexer hay Mạch giải ghép kênh (Demux) là phần tử bố trí ở cuối mạng nhận dòng tín hiệu ở ngõ vào đơn và chọn chuyển dữ liệu tới ngõ ra chọn lựa theo mã địa chỉ.
Vì thế chúng cũng được gọi là mạch chọn dữ liệu (data selector).
Trong kỹ thuật điện tử Multiplexer là linh kiện bán dẫn, được chế ở dạng IC tự lập hay tích hợp ở ngõ vào của một IC chức năng khác.

## Nguyên lý hoạt động

Hoạt động của cặp multiplexer và demultiplexer trên đường truyền dữ liệu.

Hoạt động thực tế của Mux và Demux khá đơn giản, đó là giải mã địa chỉ để bật thông công tắc điện tử tương ứng với ngõ cần nối mạch.
Ví dụ như Mô hình 1-to-4 Mux có hai đường địa chỉ S0 và S1, giải mã chọn công tắc nối một trong 4 đường e0, e1, e2, e3 với y.

### Mux và Demux mạch số

Mô hình 1-to-4 Mux

Mux và Demux mạch số truyền đưa tín hiệu logic, nên công tắc thực thi có dạng cổng logic như AND hay OR tích hợp trong mạch. Có thể dùng mạch cổng logic đơn giản để mô phỏng minh hoạ các hoạt động của IC Mux và Demux.
Bảng IC chế sẵn thuộc nhóm 7400
| TT. | IC No. | Chức năng     | Trạng thái ngõ ra            |
| --- | ------ | ------------- | ---------------------------- |
| 1   | 74157  | Quad 2:1 mux. | Như ngõ vào                  |
| 2   | 74158  | Quad 2:1 mux. | Ra đảo ngược                 |
| 0   | 74153  | Dual 4:1 mux. | Như ngõ vào                  |
| 5   | 74352  | Dual 4:1 mux. | Ra đảo ngược                 |
| 9   | 74151A | 8:1 mux.      | Ngõ ra kép: đảo và không đảo |
| 6   | 74151  | 8:1 mux.      | Ra đảo ngược                 |
| 7   | 74150  | 16:1 mux.     | Ra đảo ngược                 |

### Mux và Demux mạch tương tự
Mux và Demux mạch tương tự có điểm rắc rối chính nằm ở công tắc điện tử nối mạch analog phải đảm bảo truyền đưa tín hiệu trung thực về giá trị và trễ thấp. Nó được quan tâm nhiều ở lĩnh vực số hóa tín hiệu analog. Ngày nay công tắc này được lập bằng các MOSFET, như phần tử công tắc trong IC ký hiệu 4066.
Các công tắc MOSFET nối thông đường analog ở hai phía không phân biệt hướng truyền tín hiệu, nên chip làm được cả Mux lẫn Demux.

### Truyền địa chỉ
- Liên kết chặt: Các đường địa chỉ được nối cứng, cho phép chọn kênh theo mã địa chỉ phát ra. Nó cho phép chọn một kênh nào đó không hạn định về thời gian. Khi này nó có nghĩa của data selector chính hiệu.
- Phân phối theo thời gian: Các kênh được quét tuần tự và mỗi kênh chiếm dụng đường truyền với thời gian bằng nhau. Khi đó các Mux digital có thể gửi thông tin địa chỉ trên cùng đường truyền theo kiểu serial.

Mux analog thường đặt ngay trước ADC, làm việc theo phân phối thời gian nhưng địa chỉ nối cứng. Không ai truyền tín hiệu analog đã Mux đi xa.

## Ứng dụng
Mux và Demux là chủ đề quan tâm trong lịch sử, khi các phần tử xử lý chính còn đắt. Nay tuy Mux và Demux digital vẫn còn sử dụng nhưng đang bị kỹ thuật Vi điều khiển đẩy lùi.
Đối với mạch analog thì trong thực tế hiện đại các chip ADC và DAC đều đủ nhanh và rẻ. Vì thế trong các máy hiện đại thì ADC bỏ Mux hoặc Mux 2 hay 4 kênh. Demux analog không tồn tại. Những chip do lịch sử để lại có thể dùng cho hobby.
Ngày nay dẫn truyền kiểu bus dựa trên các cổng tri-state, có bản chất là Mux và Demux, nhưng được mô tả bằng thuật ngữ khác.